# Mbara (čadski jezik)
Mbara jezik (g’kelendeg, g’kelendeng, guelengdeng, massa de guelengdeng; ISO 639-3: mpk), afrazijski jezik čadske skupine biu-mandara, kojim govori oko 1 000 osoba (1980 H. Tourneux) u čadskoj regiji Chari-Baguirmi, osobito duž rijeke Chari.
Jedan je od tri jezika podskupine B.2, musgu. Ne smije se pobrkati s istoimenim jezikom mbara [mvl] iz Australije, porodice Pama-Nyungan.

## Vanjske poveznice
- Ethnologue (14th)
- Ethnologue (15th)